# Tanamarina
Tanamarina est une commune rurale malgache située dans la partie sud-ouest de la région de la Haute Matsiatra.